# Łaszków
Łaszków is een plaats in het Poolse district  Kaliski, woiwodschap Groot-Polen. De plaats maakt deel uit van de gemeente Blizanów en telt 162 inwoners.